# Mary Scudamore
Mary Scudamore, född Shelton 1550, död 15 augusti 1603, var en engelsk hovfunktionär. Hon var hovdam hos drottning Elisabet I av England. 
Hon var dotter till adelsmannen Sir John Shelton of Shelton Hall och Margaret Parker. Hennes farfar, Sir John Shelton, var gift med en moster till Anne Boleyn och hade varit Elisabets guvernör på Hatfield House. Hon blev chamberer åt Elisabet vid 18 års ålder 1568. I januari 1574 gifte hon sig i hemlighet med hovmannen John Scudamore, medlem i en av de mäktigaste familjerna i Herefordshire. Giftermålet ägde rum mot monarkens vilja och då Elisabet fick reda på saken ska hon ha utsatt Scudamore för både utskällningar och slag. 
Mary Scudamore blev dock förlåten, och blev snart en av Elisabets mest förtrogna gunstlingar bland hovdamerna. Hon ersatte lady Dorothy Stafford som drottningens sängkamrat så fort Stafford var sjuk - under denna tid var det vanligt att dela säng för värmens skull - och köpte drottningens mediciner. Hon var nästan konstant i tjänst, och fick endast mycket korta permissioner från hovet. Under 1582 ska hon tillsammans med Blanche Parry och Dorothy Stafford ha deltagit i försöken att avskräcka Elisabet från äktenskap och övertala henne att inte gifta sig med Frans Hercule av Anjou och dela sin makt med en katolik, och det beskrivs hur de alla låg i Elisabets säng med denna och grät medan de ansatte henne. 
1594 anklagades hennes styvson John Scudamore för att ha varit inblandad i en misstänkt komplott och flydde till Rom, men detta skadade inte hennes ställning. I slutet av Elisabets regeringstid tillhörde hon en mycket lite krets vänner kring monarken. Hon anlitades år 1601 av Lettice Knollys, då denna ville vädja om nåd för sin son Robert Devereux, 2:e earl av Essex. Knollys bad Scudamore att presentera hennes gåva till drottningen, en klänning, och be om ett sammanträffande, något Scudamore också gick med på. Hon lyckades dock inte utverka någon audiens. 
Mary Scudamore var i Elisabets tjänst livet ut. Hon kunde inte närvara vid drottningens begravning, eftersom hon själv var sjuk då: hon avled bara några månader senare.